# ابهنری
ابهنری (به لاتین: Abhaneri) در هند است که در راجستان واقع شده‌است.